# Cryptastichus sabo
Cryptastichus sabo är en stekelart som beskrevs av Lasalle 1998. Cryptastichus sabo ingår i släktet Cryptastichus och familjen finglanssteklar.
Artens utbredningsområde är:
- Swaziland.
- Zimbabwe.

Inga underarter finns listade i Catalogue of Life.